# 畠山航輔
畠山 航輔（はたけやま こうすけ、1997年1月10日 - ）は、日本の俳優、声優。東京都出身。

## 人物
サンミュージック（傘下のサンミュージックアカデミー出身）を経てホリプロに所属し、その後ホリプロインターナショナルに移籍した。2011年放送のテレビアニメ『放浪息子』で初の主演（声優）を務めた。
2024年12月31日、ホリプロインターナショナルを退所を自身のSNSで発表。

## 出演
太字はメインキャラクター。

### テレビアニメ
2011年
- 放浪息子（二鳥修一）

2012年
- エウレカセブンAO（ラジクマール・ナーイル）
- お兄ちゃんだけど愛さえあれば関係ないよねっ（男子A）

2013年
- 有頂天家族（銀閣）

2014年
- スペース☆ダンディ（ビー）

2017年
- 有頂天家族2（銀閣）
- エロマンガ先生（めぐみのクラスメイト、オタク）

2018年
- ポチっと発明 ピカちんキット（男子）

2019年
- BORUTO-ボルト- -NARUTO NEXT GENERATIONS-（コオロギ）

2020年
- ハクション大魔王2020（男性スタッフ）

2021年
- 遊☆戯☆王SEVENS（少年）

2022年
- ダンス・ダンス・ダンスール（男子生徒A）
- 東京ミュウミュウ にゅ〜♡（2022年 - 2023年、生徒、男性） - 2シリーズ
- 悪役令嬢なのでラスボスを飼ってみました（生徒）

2024年
- 響け!ユーフォニアム3（樋口一弦）
- さようなら竜生、こんにちは人生（観客1）

### 劇場アニメ
- 009 RE:CYBORG（2012年）

### OVA
- 人類は衰退しました DVD/Blu-ray特典映像『人間さんの、じゃくにくきょうしょく』（2013年、妖精さん）

### ゲーム
- メギド72（2017年[6]）
- 天空のクラフトフリート（2018年、マンドレイ、ライオ)
- 遊戯王ラッシュデュエル 最強バトルロイヤル!!（2021年、主人公）
- モンスターストライク（2022年、シュカブリー[7]）

### 吹き替え
- カラミティ（英語版）（2021年、シェーン）
- ミューン 月の守護者の伝説（フランス語版）（2022年、スプリーン）
- ホワイト・ノイズ（2022年、ハインリッヒ）

### テレビドラマ
- わたしが子どもだったころ - つるの剛士・篇（NHK）

### 舞台
- 劇団天人菊「3月めらんこりぃー」（2013年3月18日・20日、新宿・シアターブラッツ）

### ミュージカル
- ぴよぴよじおじお（郡司企画）

### シリーズ一覧
1. ↑  第1期（2022年）、第2期（2023年）